# Мартін-Сіті (Монтана)
Мартін-Сіті (англ. Martin City) — переписна місцевість (CDP) в США, в окрузі Флетгед штату Монтана. Населення — 461 особа (2020).

## Географія
Мартін-Сіті розташований за координатами 48°23′36″ пн. ш. 114°1′50″ зх. д. / 48.39333° пн. ш. 114.03056° зх. д. (48.393224, -114.030646).  За даними Бюро перепису населення США в 2010 році переписна місцевість мала площу 4,53 км², з яких 4,47 км² — суходіл та 0,05 км² — водойми.

## Демографія
Згідно з переписом 2010 року, у переписній місцевості мешкало 500 осіб у 228 домогосподарствах у складі 136 родин. Густота населення становила 110 осіб/км².  Було 265 помешкань (59/км²).
Расовий склад населення:
| - 95,8 % — білих - 3,6 % — корінних американців |

До двох чи більше рас належало 0,6 %. Частка іспаномовних становила 0,0 % від усіх жителів.
За віковим діапазоном населення розподілялося таким чином: 19,0 % — особи молодші 18 років, 67,6 % — особи у віці 18—64 років, 13,4 % — особи у віці 65 років та старші. Медіана віку мешканця становила 45,7 року. На 100 осіб жіночої статі у переписній місцевості припадало 106,6 чоловіків;  на 100 жінок у віці від 18 років та старших — 108,8 чоловіків також старших 18 років.
Середній дохід на одне домашнє господарство  становив 33 430 доларів США (медіана — 29 722), а середній дохід на одну сім'ю — 47 757 доларів (медіана — 41 761). За межею бідності перебувало 31,1 % осіб, у тому числі 0,0 % дітей у віці до 18 років та 0,0 % осіб у віці 65 років та старших.
Цивільне працевлаштоване населення становило 216 осіб. Основні галузі зайнятості: мистецтво, розваги та відпочинок — 36,1 %, будівництво — 25,9 %, роздрібна торгівля — 10,6 %, оптова торгівля — 8,3 %.